# Летриновые
Летриновые (лат. Lethrinidae) — семейство морских лучепёрых рыб из отряда спарообразных (Spariformes). Ранее относились к отряду окунеобразных.

## Описание
Обитают в прибрежных водах тропических областей у западной Африки, а также в Индийском и западной части Тихого океана.
Один вид Lethrinus atlanticus встречается в восточной части Атлантического океана у берегов Африки.
В спинном плавнике 10 колючих и 9—10 мягких лучей. Колючая и мягкая части плавника не разделены. В анальном плавнике 3 колючих и 8—10 мягких лучей. В жаберной перепонке шесть лучей. 

## Классификация
В состав семейства включают 38 или 41 вид, объединённых в 5 родов:
- Gnathodentex Bleeker, 1873 — Зубатые пентаподы
- Gymnocranius Klunzinger, 1870 — Большеглазые пентаподы
- Lethrinus Cuvier, 1829 — Летрины
- Monotaxis Bennett, 1830 — Монотаксисы, или короткорылые пентаподы
- Wattsia Chan & Chilvers, 1974 — Ватсии

## Галерея

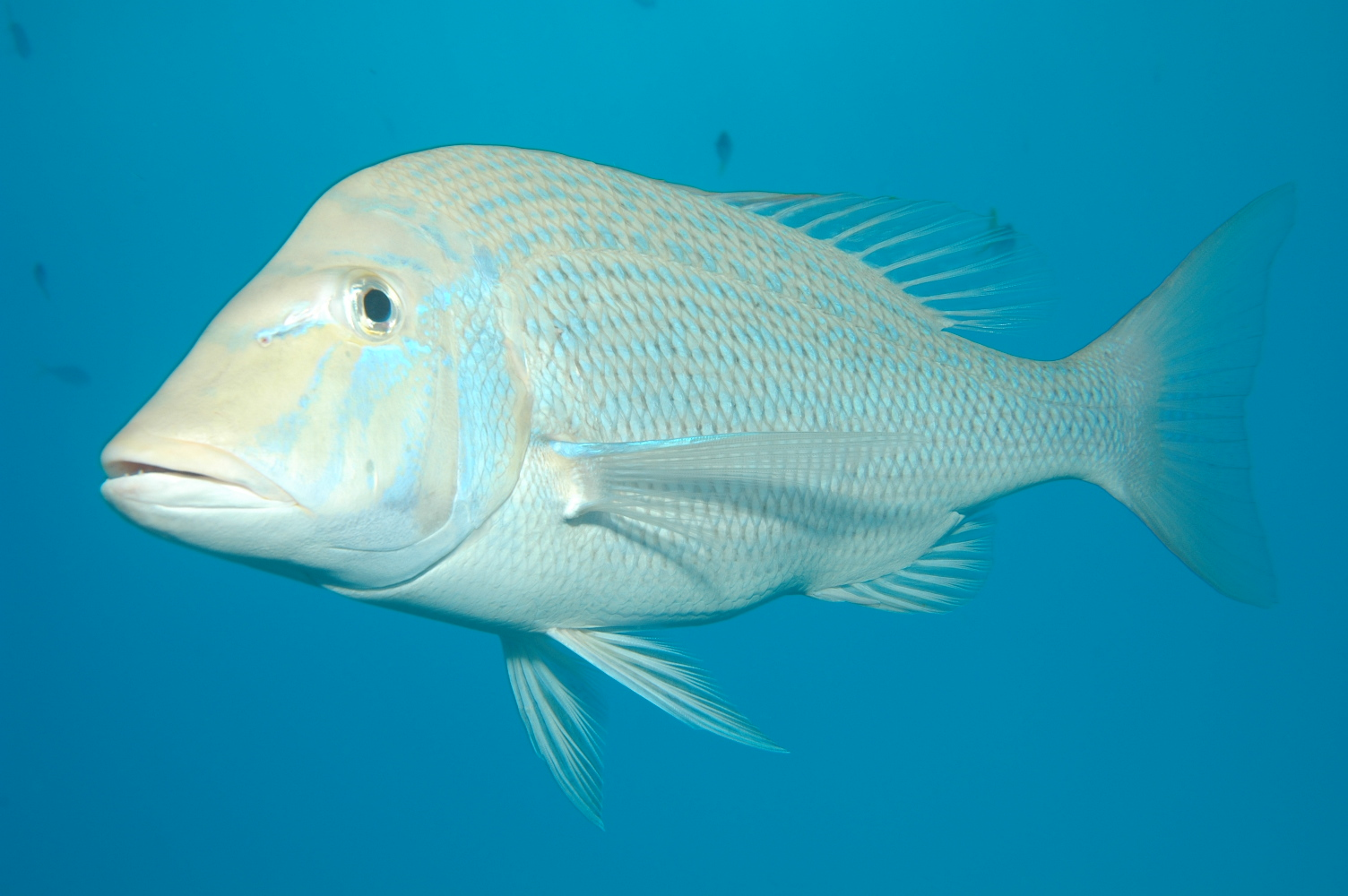
Lethrinus olivaceus
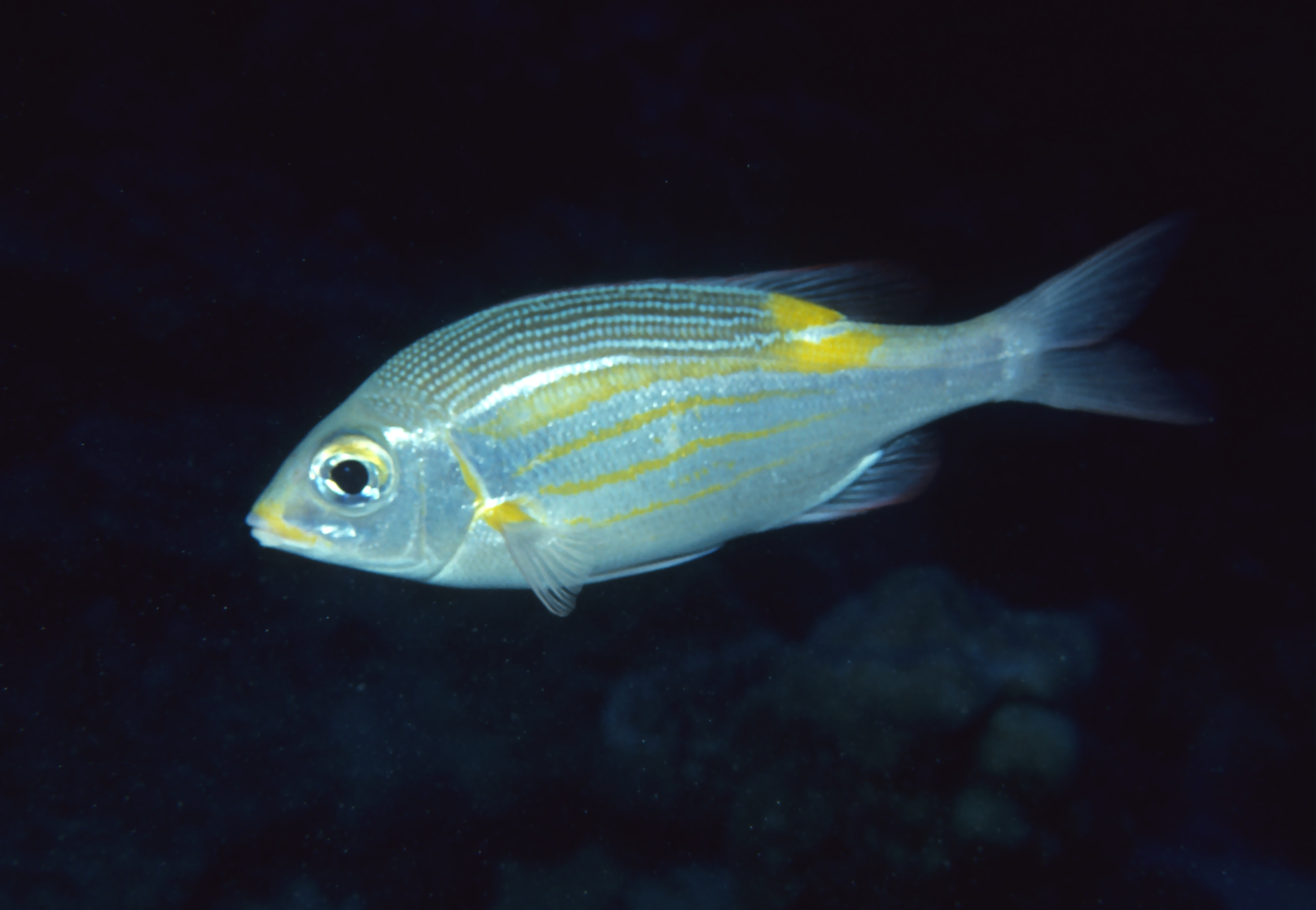
Gnathodentex aureolineatus
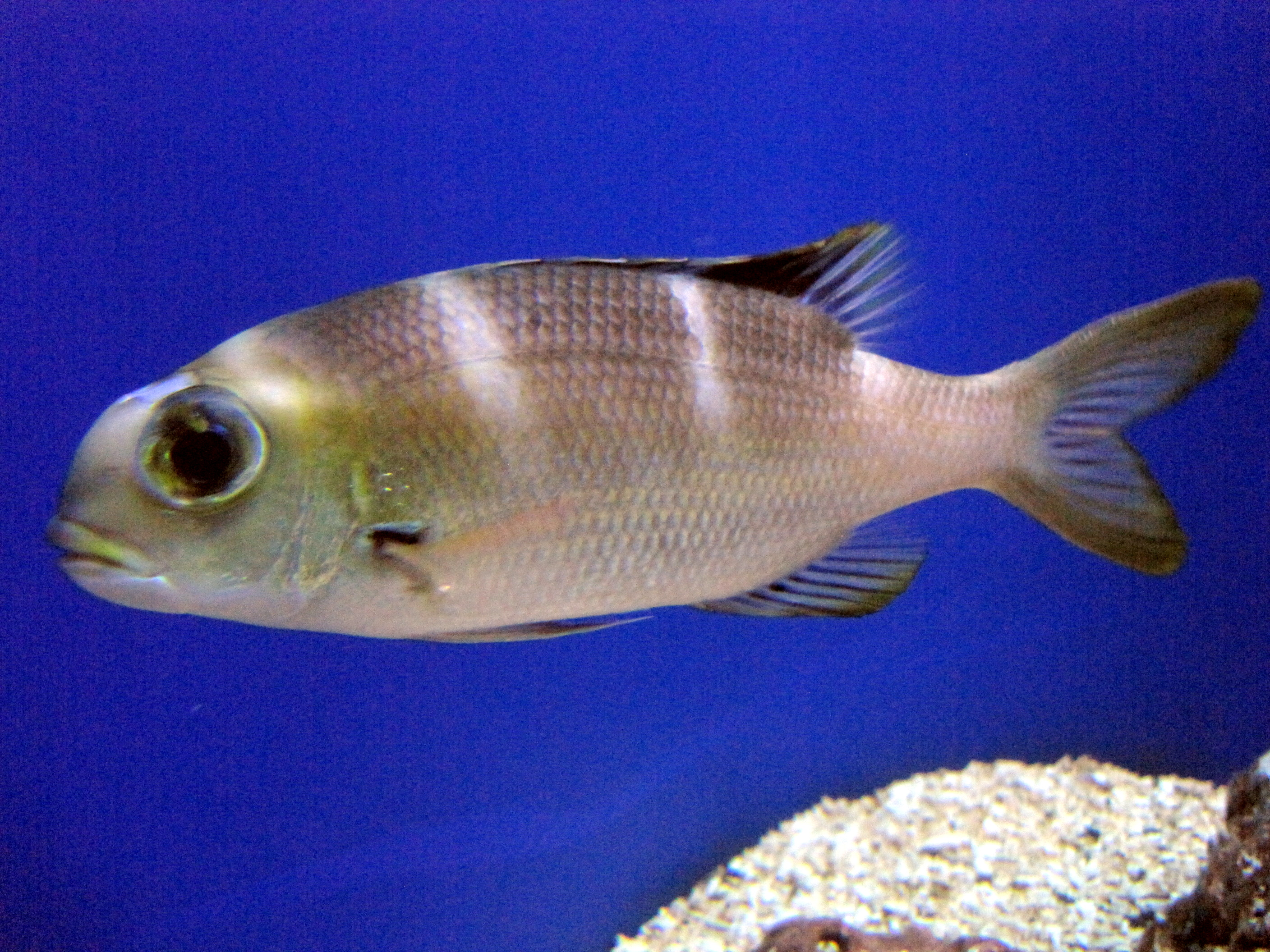
Monotaxis grandoculis